# Einar Björn
Emil Einar Natanael Björn, född 19 november 1900 i Götlunda församling, Örebro län, död 18 november 1990 i Vällingby församling, Stockholms län, var en svensk konstnär.
Han var son till hemmansägaren Johan Emil Björn och Selma Charlotta Jakobsdotter i Lunger, Götlunda.
Einar Björn studerade på C.E. Fredriksson målarskola i Stockholm han var därefter verksam i Tolita, Värmland. Han har deltagit i Värmländska konstnärers utställning i Karlstad 1927 samt med konstnärsgruppen De sju i Stockholm 1928.
Han var från 1933 till hustruns död gift med Stina Karlsson (1901–1977).